# Істапалапа

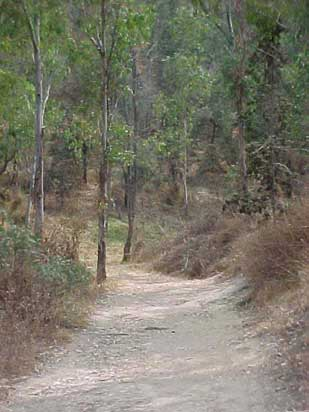
Шлях на Серро де ла Естрелья

19°21′30″ пн. ш. 99°05′35″ зх. д. / 19.358333333333° пн. ш. 99.093055555556° зх. д.
Ізтапалапа — один із 16 районів (demarcaciones territoriales) Мехіко, розташований у центрально-східній частині столиці Мексики. Район межує з Істакалько на півночі, Беніто Хуаресом, Койоаканом і Сочімілко на заході (з півночі на південь), Тлауаком на півдні та штатом Мексика на сході.

## Історія
Район був створений у 1928 році, коли Мехіко було вперше розділено на так звані делегації. Його назва була взята від однойменної громади, яка вже була заселена ацтеками і мовою науатль означає щось на кшталт «У воді на березі»; сучасна назва нагадує про його колишнє розташування на південному краю озера Тескоко, яке час від часу призводило до часткових повеней.

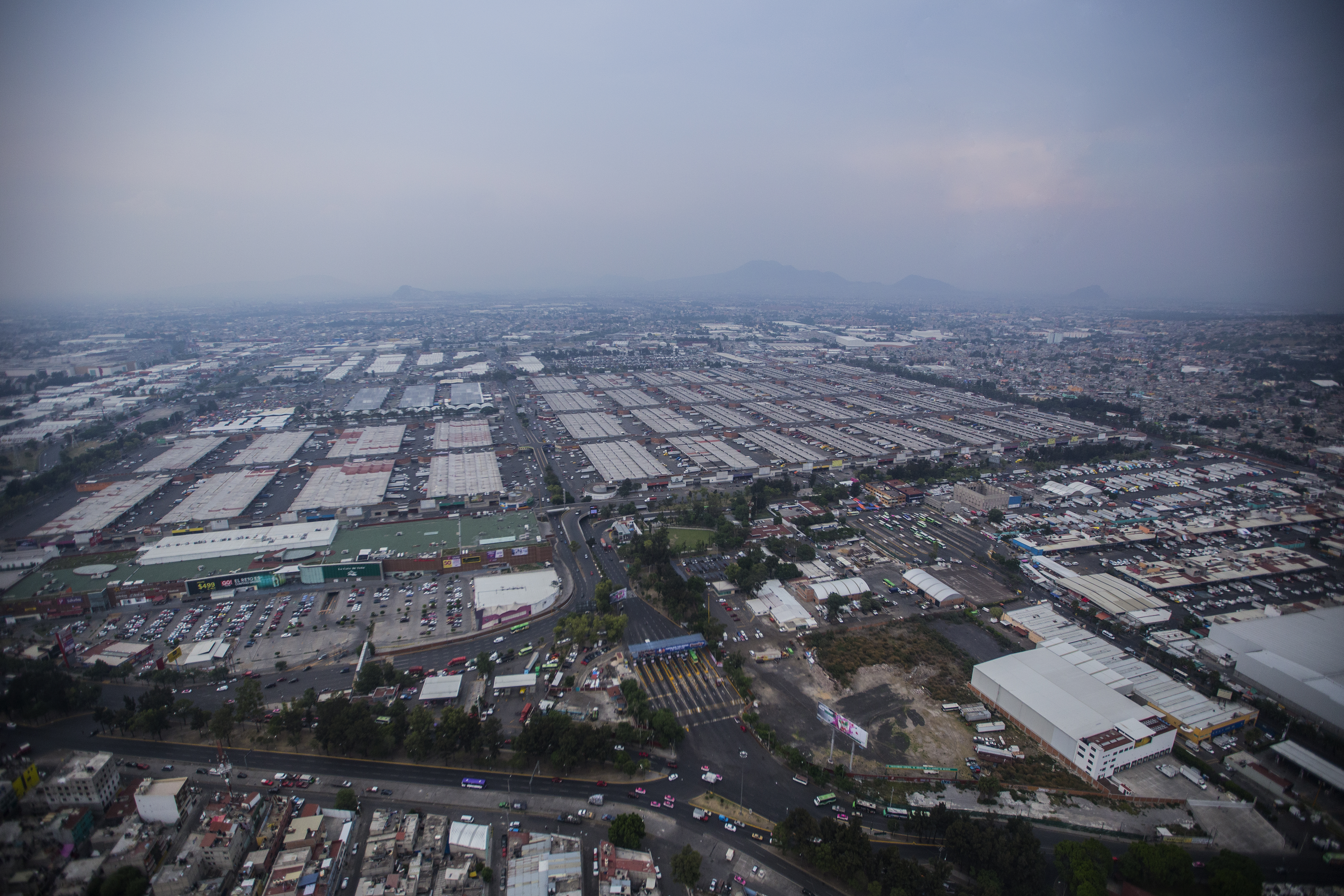
Вид з повітря Центральний де Абасто (2017)

У доіспанський період тут вирощували і постачали сільськогосподарську продукцію до Теночтітлану, пізніше з'єднавши столицю з садами Ксохімілко через канал де ла Віга.
Центральний ринок Абасто (Central de Abasto) — найбільший гуртовий продуктовий ринок у країні.
З вересня 2019 року Істапалапа є резиденцією однойменної римо-католицької єпархії.

## Проблеми
Одним із головних туристичних принад у районі біля підніжжя Серро-де-ла-Естрелья є однойменний національний парк, який, однак, на початку 2013 року зазнав недоброї слави, коли було знайдено тіла чотирьох людей, загризенихдо смерті зграєю диких собак, які оселилися в печерах і ущелинах. Після інциденту начальник поліції Мексики Хесус Родрігес Алмейда порадив населенню не відвідувати Серро-де-ла-Естрелья до подальшого розпорядження.
Проте дикі собаки — не єдина проблема, з якою доводиться боротися Істапалапі. Район вважається особливо кримінальним. Тут ведеться не лише постійна торгівля наркотиками та викраденими автозапчастинами, саме Істапалапа має найвищий рівень зґвалтувань і вбивств у Мехіко. Між 2008 і 2010 роками тут було скоєно 470 вбивств, тобто приблизно 20 % усіх вбивств, скоєних у столиці Мексики.
Водопостачання в окремих районах району недостатнє.